# Oxicesta austera
Oxicesta austera là một loài bướm đêm trong họ Noctuidae.